# Region soudržnosti Praha
Praha je region soudržnosti v Česku. Jedná se o statistickou oblast Eurostatu úrovně NUTS 2. Jeho území je tvořeno hlavním městem Prahou.
Oblast má rozlohu 496 km² a na jejím území žije přibližně 1,38 milionu obyvatel.
Do 31. prosince 2007 se oblast dělila na 15 jednotek úrovně NUTS 4.

## Členění regionu
| (CZ-)NUTS 2                                             | (CZ-)NUTS 2           | NUTS 3             | NUTS 3 | LAU 1 | LAU 1  |
| region soudržnosti                                      | kód                   | kraj               | kód    | okres | kód    |
| ------------------------------------------------------- | --------------------- | ------------------ | ------ | ----- | ------ |
| Praha                                                   | CZ01                  | Hlavní město Praha | CZ010  | Praha | CZ0100 |
| \| Region soudržnosti Praha \| Bývalé NUTS 4 v Praze \| |                       |                    |        |       |        |
| Region soudržnosti Praha                                | Bývalé NUTS 4 v Praze |                    |        |       |        |